# 小行星7597
小行星7597（英語：7597 Shigemi）是一颗围绕太阳公转的小行星。1993年4月14日，大友哲在藤枝市发现了此天体。
这颗小行星的绝对星等为333.0798345932517等。